# Фуксталь
Фуксталь (нем. Fuchstal) — община в Германии, в земле Бавария. 
Подчиняется административному округу Верхняя Бавария. Входит в состав района Ландсберг-ам-Лех. Подчиняется управлению Фуксталь.  Население составляет 3464 человека (на 31 декабря 2010 года). Занимает площадь 39,73 км².
Община подразделяется на 3 сельских округа.

## Фотогалерея

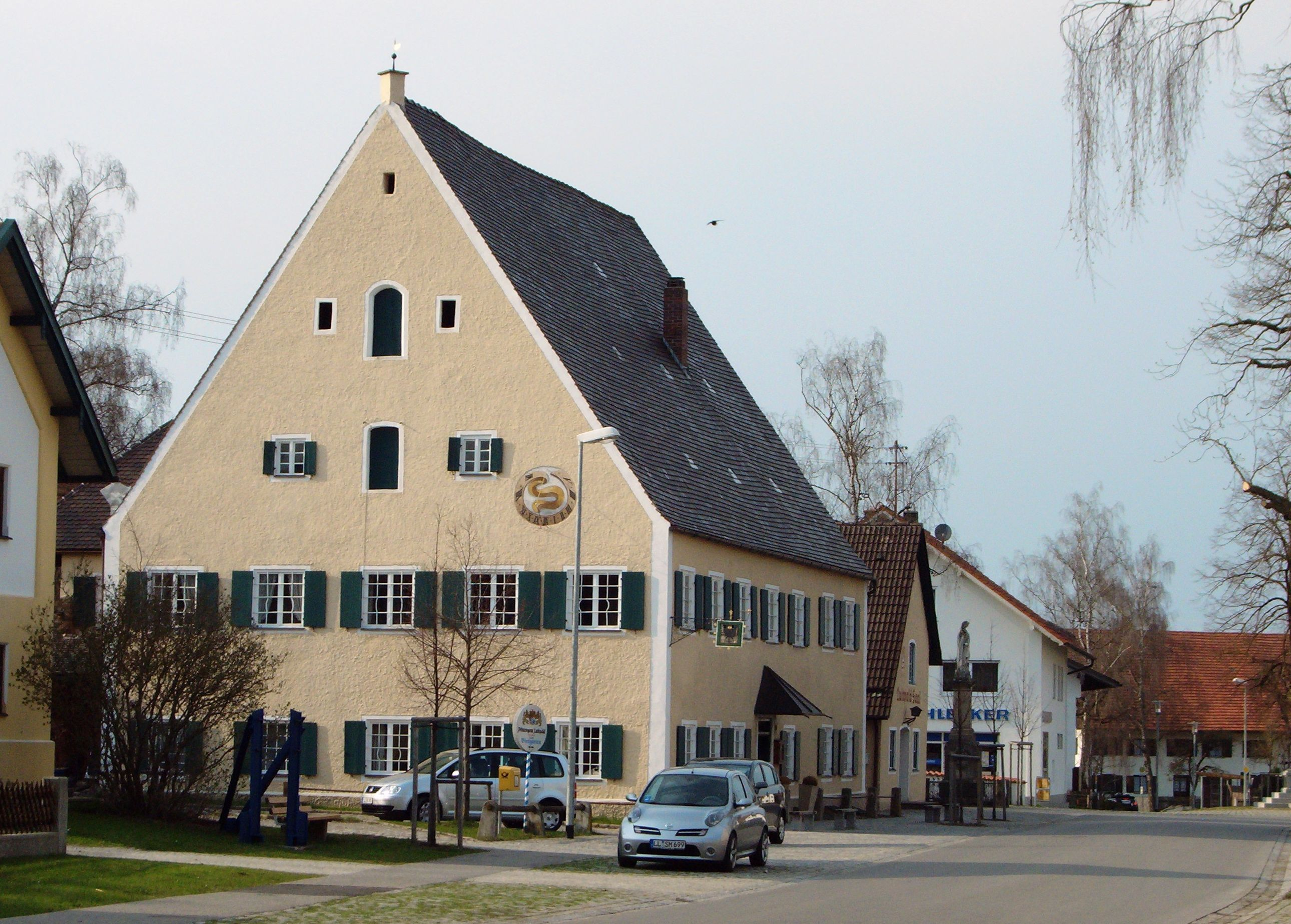
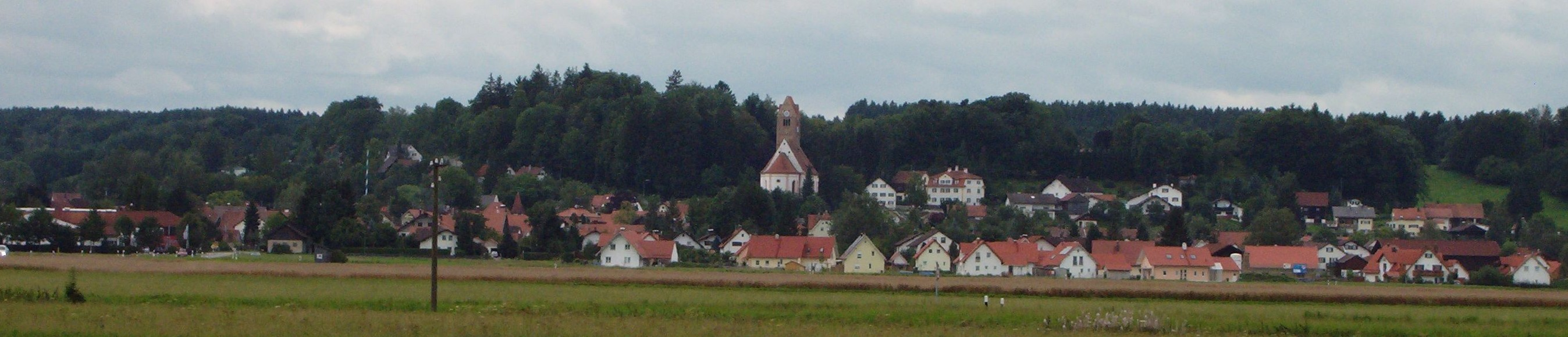
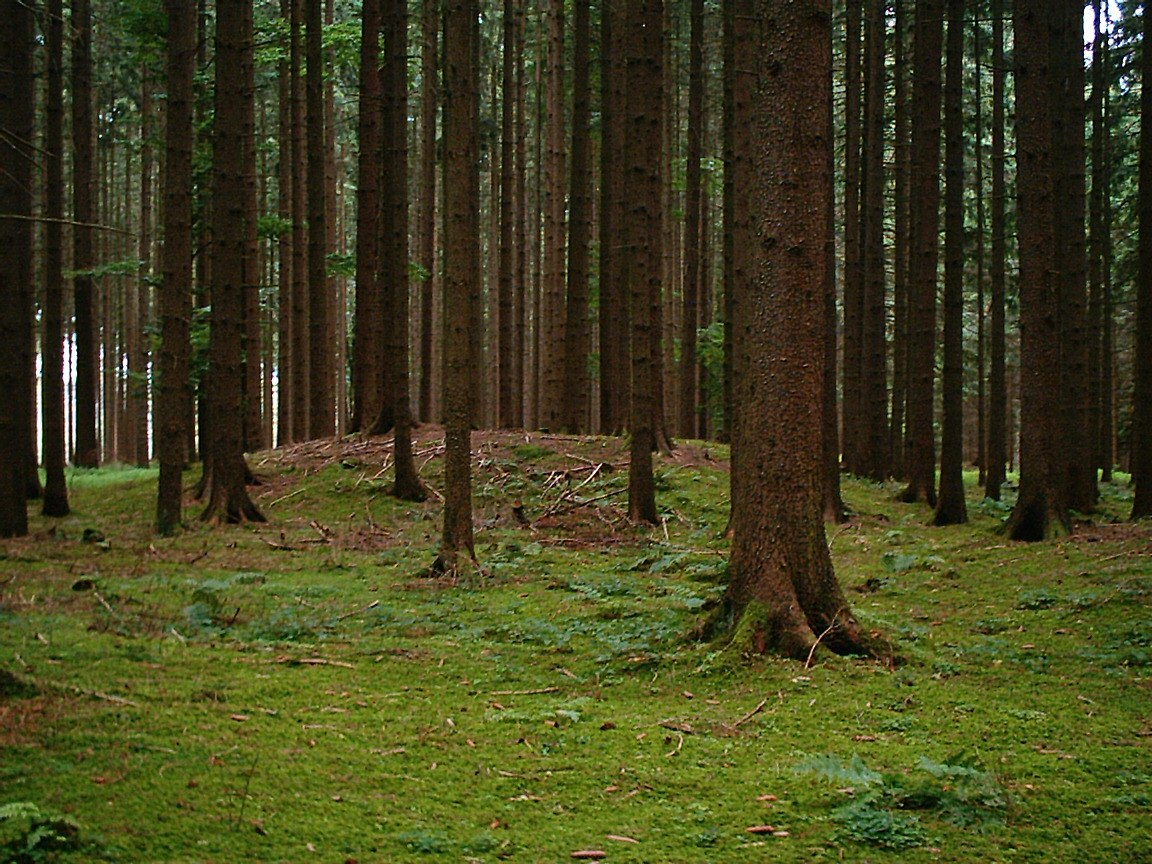
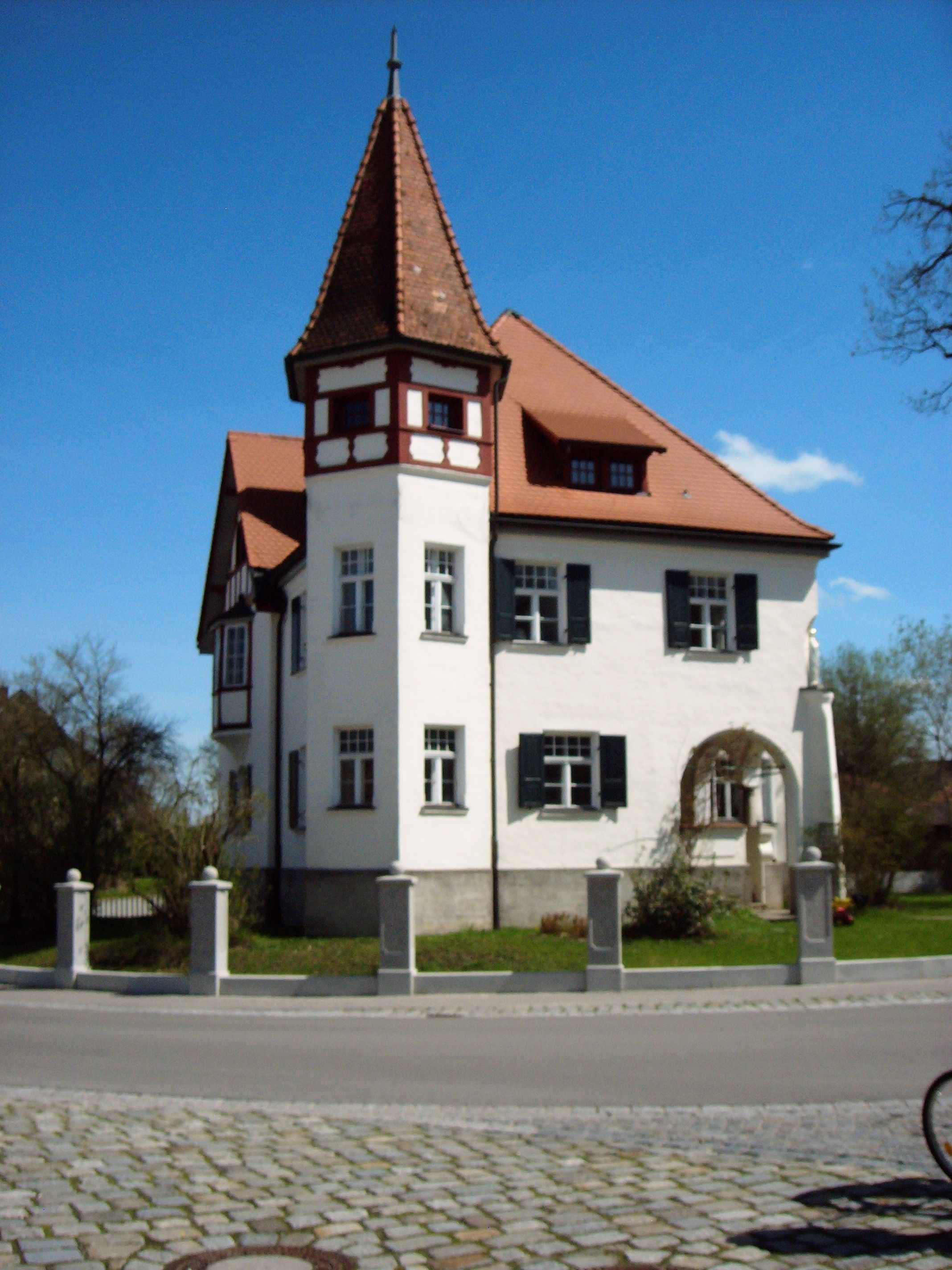
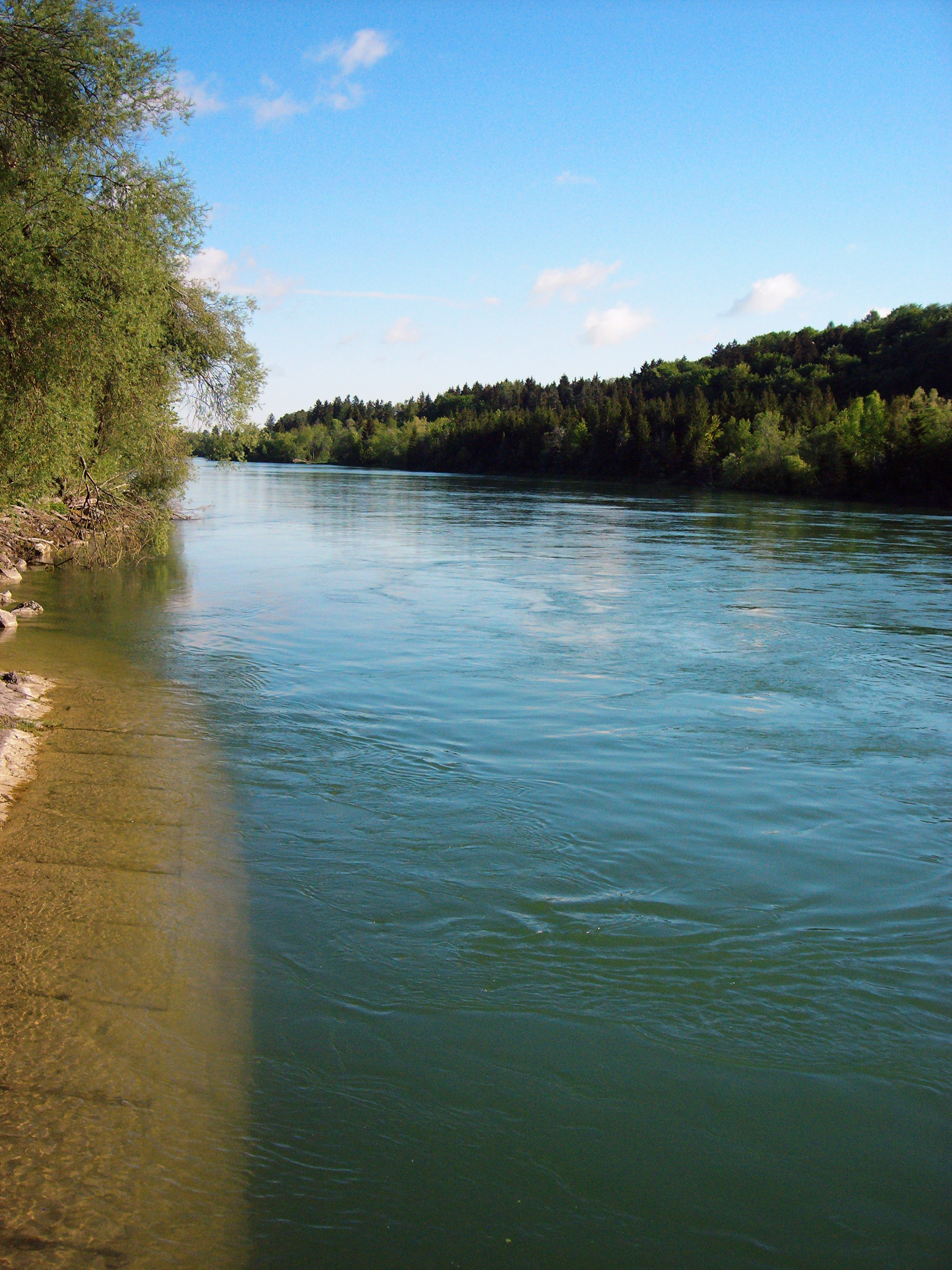
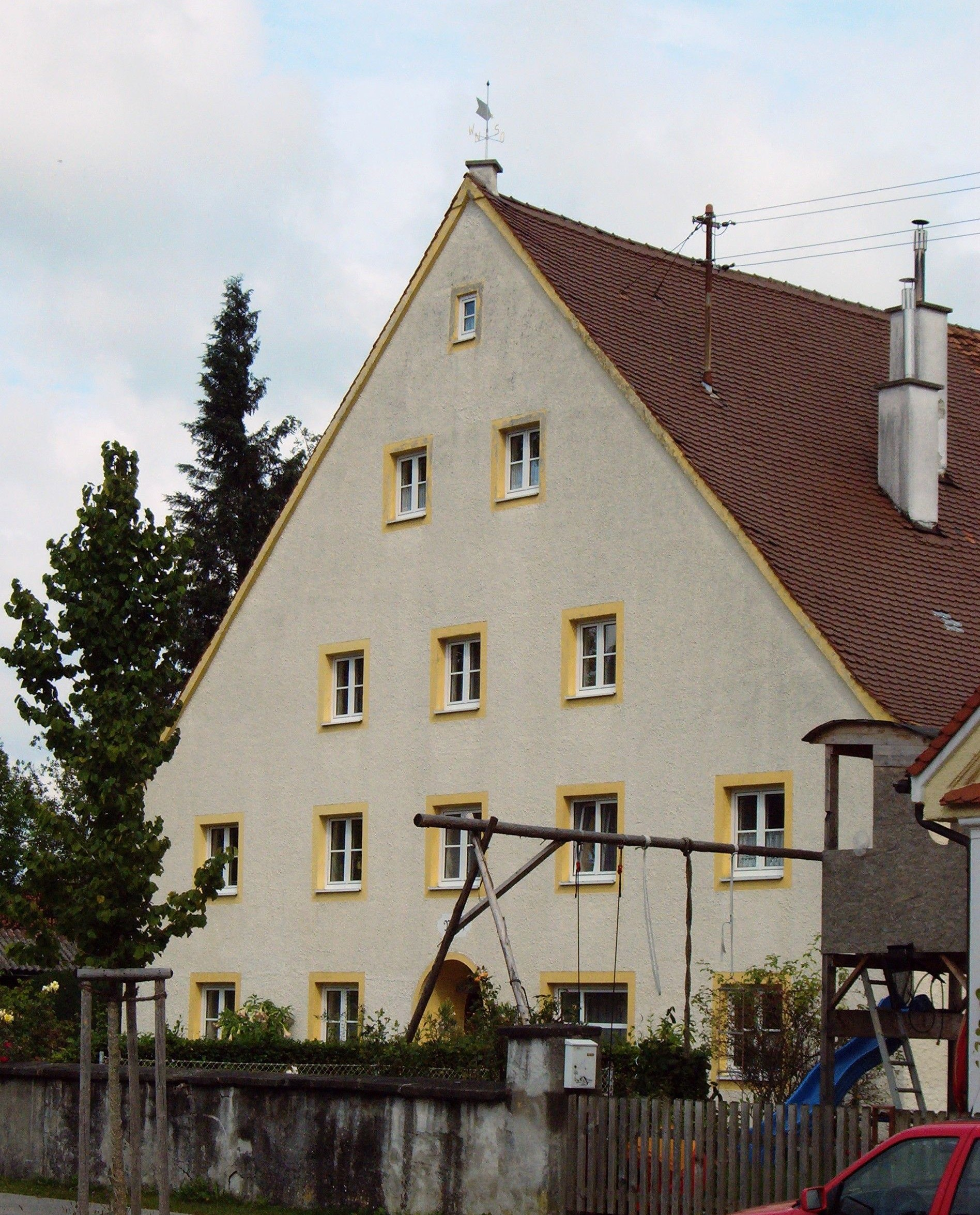
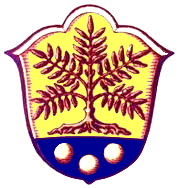
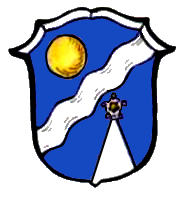
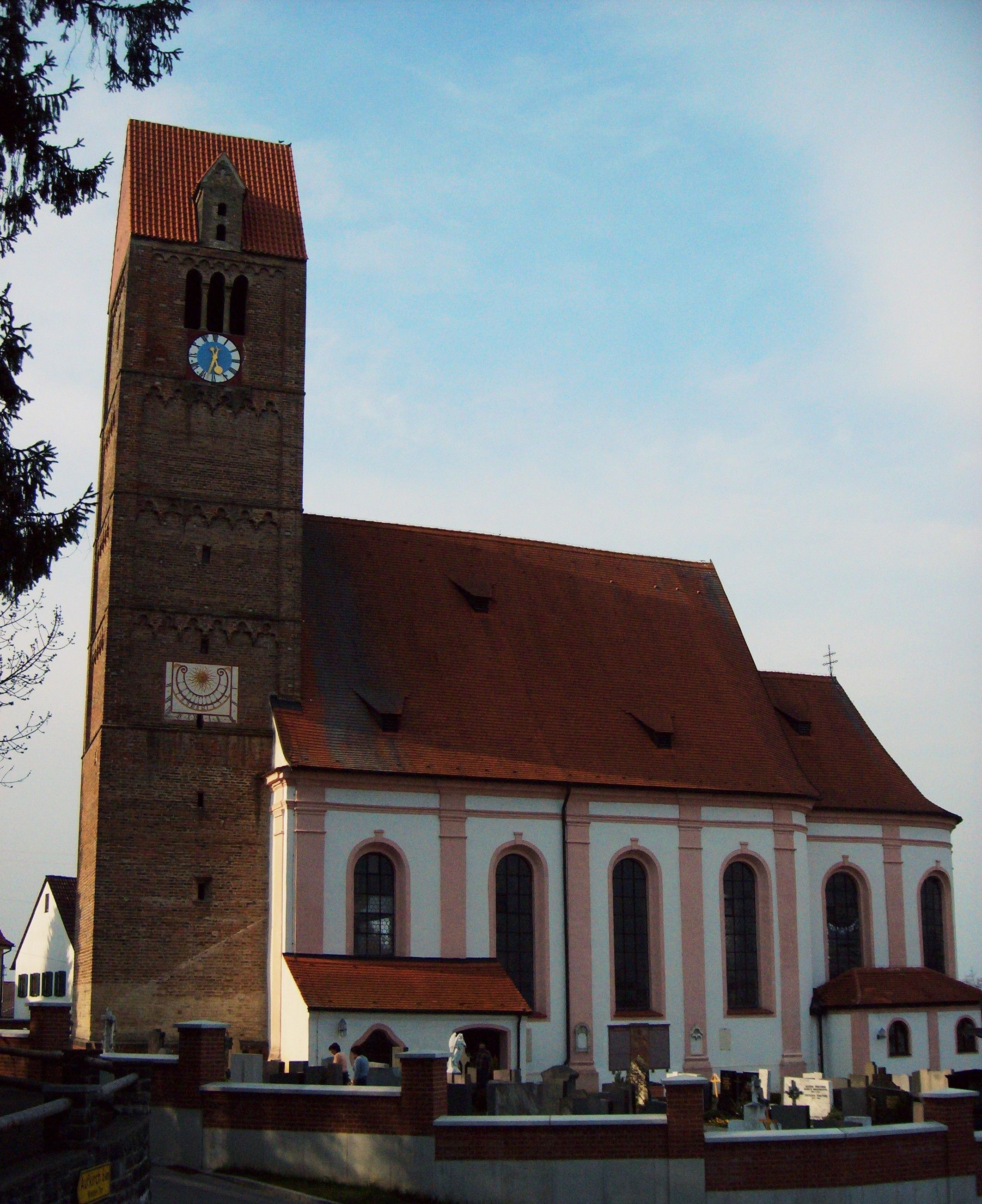

## Население
По оценке на 31 декабря 2015 года население общины Фуксталь составляет 3743 чел. 

| Дата      | 1840 | 1871 | 1900 | 1925 | 1939 | 1950 | 1961 | 1970 | 1987 | 2011 |
| --------- | ---- | ---- | ---- | ---- | ---- | ---- | ---- | ---- | ---- | ---- |
| Население | 1489 | 1488 | 1771 | 1822 | 1656 | 2699 | 2295 | 2454 | 2771 | 3527 |

| Год       | 1960 | 1970 | 1980 | 1990 | 2000 | 2009 | 2010 | 2011 | 2012 | 2013 | 2014 | 2015 |
| --------- | ---- | ---- | ---- | ---- | ---- | ---- | ---- | ---- | ---- | ---- | ---- | ---- |
| Население | 2332 | 2467 | 2512 | 2945 | 3258 | 3450 | 3464 | 3553 | 3582 | 3591 | 3661 | 3743 |